# Meteoridium tenuissimum
Meteoridium tenuissimum är en bladmossart som beskrevs av M. A. Lewis 1992. Meteoridium tenuissimum ingår i släktet Meteoridium och familjen Meteoriaceae. Inga underarter finns listade i Catalogue of Life.